# Cambaluc

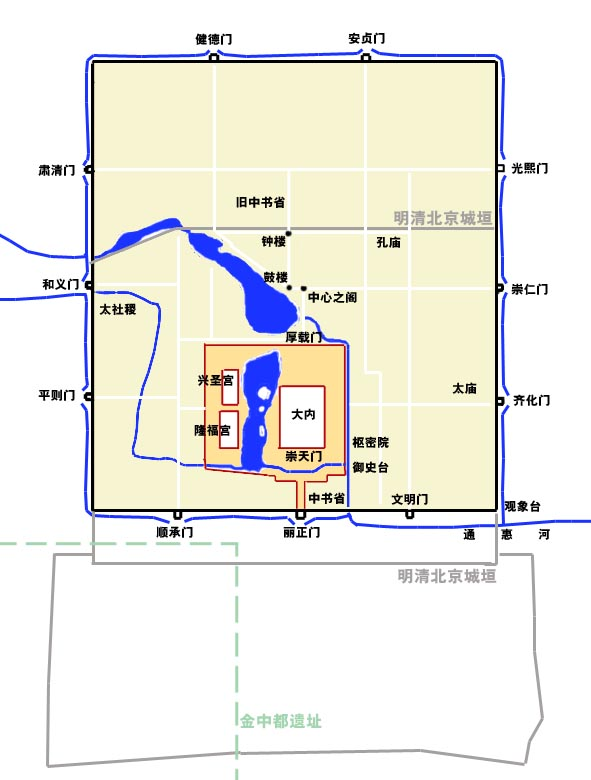
Layout der Stadt Cambaluc

Cambaluc (auch Kambaluk, Khanbaliq, Khaanbalgas [Balgas wurde damals als Stadt von den Mongolen verwendet], Khanbalykh, Kanbalu, Dadu, Daidu) ist der im Mittelalter, unter anderem von Marco Polo, verwendete Name für die Hauptstadt von China (Peking), das damals während der Yuan-Dynastie unter mongolischer Herrschaft stand.
Kublai Khan verlegte seine Hauptstadt von Karakorum nach Cambaluc. Dieses wurde seine Winterresidenz, während ihm Shangdu als Sommerhauptstadt diente. Er ließ Cambaluc ab 1267 ausbauen und eine neue Stadtanlage nordöstlich der während der Jin-Dynastie errichteten Residenz beginnen. 1272 siedelte er alle zentralen Behörden in Cambaluc an. Die Stadt wurde nun immer wichtiger und ihre Einwohnerzahl stieg stetig an. 1307 wurde sie Sitz eines Erzbistums. Ihre Form war nun rechteckig, und die längeren Seiten ihrer Mauern verliefen in Nord-Süd-Richtung. Der Palast des Großkhans mit seinen Gärten und einem See bildete eine innere Einfriedung, die nach Süden ausgerichtet war. Es gab elf Tore, und die Straßen verliefen nach einem Schachbrettmuster geradlinig von einem Tor zum gegenüberliegenden. Nach dem Ende der Mongolenherrschaft in China (1368) verlegte die auf sie folgende Ming-Dynastie die Hauptstadt nach Nanking, doch bereits der dritte Ming-Kaiser Yongle erkor wieder Cambaluc zu seiner Residenz, die nun den Namen Peking erhielt.